# Cinzia Forte
Cinzia Forte (Napoli, 10 dicembre ...) è un soprano italiano.

## Carriera
Figlia d'arte (il padre Alfonso è tenore), Cinzia Forte intraprende già dall'infanzia gli studi musicali, diplomandosi al conservatorio in Canto e Pianoforte. Vince il Concorso Lauri Volpi di Latina e il concorso Teatro lirico sperimentale "Adriano Belli"  di Spoleto, dove compie il suo debutto sulle scene.
Dopo gli inizi come soprano di coloratura ha allargato il repertorio verso ruoli più lirici mantenendo sempre il belcanto come punto di riferimento, ma spaziando anche dalla musica del XVII secolo fino a prime assolute di compositori contemporanei.
Negli ultimi anni affianca all'attività artistica l'insegnamento del canto sia al Conservatorio di Santa Cecilia di Roma, sia in masterclass.  
Alcuni tra i principali Teatri e Istituzioni Concertistiche Internazionali dove si svolge la sua attività artistica: 
Il Teatro alla Scala di Milano, Convent Garden di Londra, La Fenice di Venezia, San Carlo di Napoli, Teatro dell’ Opera di Roma, Accademia Nazionale di Santa Cecilia, ROF (Rossini Opera Festival), Nederlandse Opera, Regio di Torino, Maggio Musicale Fiorentino, Arena di Verona, Champs Elisée di Parigi, Liceu di Barcellona, Real di Madrid, Teatro de La Maestranza di Siviglia, New National Theatre di Tokyo, Deutche Oper di Berlino, Opernhaus di Zurigo, Massimo di Palermo, Comunale di Bologna, etc.  
Alcuni tra i suoi maggiori successi: Violetta ne La Traviata, Lucia in Lucia di Lammermoor, Amina ne La Sonnambula, Gilda in Rigoletto, Susanna e Contessa ne Le Nozze di Figaro, Donna Anna in Don Giovanni, Cio-cio San in Madama Butterlfy , etc.
Ha collaborato con Direttori quali: Claudio Abbado, Riccardo Chailly, James Conlon, Nello Santi, Adam Fisher, Jeffrey Tate, Fabio Luisi, Daniele Gatti, Gianluigi Gelmetti, Maurizio Benini, Marco Armiliato, Bruno Campanella, Myung-Whun Chung, Emmanuel Villaume, -René Jacobs etc.  
e registi del calibro di Franco Zeffirelli, Luca Ronconi, Dario Fo, Mario Martone, Ferzan Ozpetek, Pierluigi Pizzi, Emilio Sagi, Beppe De Tomasi, Graham Vick, Jonathan Miller, Jérôme Savary, Willy Decker, Roberto De Simone, etc. 

## Discografia

### CD
- 1994 - Antonio Sacchini, La contadina in corte, dir. Gabriele Catalucci, Sassari, Bongiovanni
- 2002 - Antonio Vivaldi, Farnace, dir. Savall, Madrid, Alia Vox (nuova edizione 2009 - Naive Vivaldi Edition)
- 2006 - Wolfgang Amadeus Mozart/Richard Strauss, Idomeneo, dir. Corrado Rovaris, Martina Franca, Dynamic
- 2008 - Vincenzo Bellini, Masses in G Major - D Major - Paoletta Marrocu/Cinzia Forte/Accademia I Filarmonici/Lorenzo Regazzo/Stefano Ferrari/Accademia I Filarmonici Choir/Maurizio Ciampi, Nuova Era

### DVD
- 2006 - Gioachino Rossini, La gazzetta, dir. Maurizio Barbacini, regia Dario Fo, Barcelona, Opus Arte
- 2007 - Wolfgang Amadeus Mozart, Ascanio in Alba, dir. Ottavio Dantone, regia Michal Znaniecki, Bologna, Bongiovanni
- 2008 - Giuseppe Verdi, La traviata, dir. Paolo Arrivabeni, regia Stefano Mazzonis di Pralafera, Liège, Dynamic
- 2008 - Luigi Cherubini, Medea, dir. Evelino Pidò, regia Hugo de Ana, Torino, Hardy
- 2009 - Domenico Cimarosa, Il matrimonio segreto, dir. Giovanni Antonini, regia Stefano Mazzonis di Pralafera, Liège, Dynamic